# Joan Breton Connelly

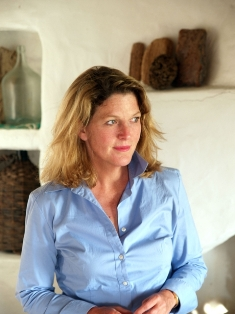
Joan Connelly auf Yeronisos im Jahr 2004

Joan Breton Connelly (* 1954) ist eine amerikanische Klassische Archäologin.

## Leben
Connelly studierte Klassische Altertumswissenschaft zunächst an der Princeton University, wo sie ihren Bachelor of Arts 1976 erwarb. Für das weitere Studium wechselte sie an das Bryn Mawr College, schloss es 1979 mit dem Master ab und wurde dort 1984 in Klassischer und Vorderasiatischer Archäologie promoviert. Von 1982 bis 1984 lehrte sie dort als Lecturer und arbeitete im Dekanat. 1986 wurde sie zum Assistant Professor für antike Kunstgeschichte an der New York University, 1992 zum Associate Professor und ist seit 2007 Professor für Klassische Altertumswissenschaft und antike Kunstgeschichte.
Connelly war Gastdozent an mehreren akademischen Einrichtungen, unter anderem an verschiedenen Colleges der Universität Oxford, am Radcliffe Institute for Advanced Study der Universität Harvard, an der Universität Princeton und am Swarthmore College.

## Forschung
Connellys Arbeit konzentriert sich auf Kunst, Mythologie und Religion im antiken Griechenland. Als Kulturhistorikerin hat sie sich mit einem weiten Themenfeld beschäftigt, das von der Rolle der Frauen über rituelle Orte bis hin zu Landschaftsstrukturen und individuellen Lebensläufen reicht. Mit ihrem Buch Portrait of a Priestess. Women and Ritual in Ancient Greece versuchte Connelly eine neue Darstellung der Position von Frauen im gesellschaftlichen und religiösen Leben zu geben. Dieses Buch wurde als eines der 100 wichtigsten Bücher des Jahres 2007 von der New York Times Book Review ausgezeichnet und gewann 2009 den James R. Wiseman Book Award des Archaeological Institute of America. Eines ihrer jüngsten Forschungsergebnisse ist eine grundlegend neue Interpretation des Frieses am Parthenon, die sie einer größeren Öffentlichkeit ausführlich in dem 2014 veröffentlichten Buch The Parthenon Enigma vorstellte.
Praktische Forschungsarbeiten führte Connelly in Korinth, Athen, Nemea, Paphos, Kourion, Marion und auf der Insel Failaka. Seit 1990 liegt ihr Forschungsschwerpunkt auf der Insel Yeronisos vor der Westküste Zyperns, wo sie nicht nur die Ausgrabungen leitet, sondern sich auch mit den Auswirkungen der archäologischen Arbeiten auf die natürliche Umgebung befasst. Ihre Arbeiten befassen sich vielfach mit der kulturellen Entwicklung des Hellenismus im Nahen Osten.

## Weiteres Wirken
Von 2003 bis 2011 war Connelly Mitglied des Cultural Property Advisory Committees des US-Außenministeriums.
Zusammen mit dem Architekten Demetri Porphyrios reichte sie 2003 einen Vorschlag für die Gestaltung des Geländes des neuen World Trade Centers ein, der stark von klassisch griechischer Architektur beeinflusst war. Öffentliche Medienauftritte hatte sie in BBC Radio 4 zur Geschichte griechischer Priesterinnen, im History Channel zur Deutung der Motive aus Star Wars und zur Erklärung der archäologischen Hintergründe der Indiana-Jones-Filme sowie im Fernsehprogramm der ABC zu den Ausgrabungen auf Yeronisos. Artikel von Connelly sind unter anderem im Wall Street Journal und der New York Daily News veröffentlicht worden.

## Mitgliedschaften und Ehrungen
Von 2009 bis 2012 war sie Mitglied im Verwaltungsrat der Trägerstiftung des Bryn Mawr College. Sie ist unter anderem Mitglied der Society of Antiquaries of London, der Royal Geographical Society, des Explorers Club und der Society of Woman Geographers.
Connelly erhielt 1996 ein MacArthur Fellowship, 2007 wurde sie vom Archaeological Institute of America für ihre Lehrtätigkeit ausgezeichnet. Für 2015 wurde ihr für The Parthenon Enigma der Ralph-Waldo-Emerson-Preis zugesprochen.
Sie wurde für ihre Tätigkeit auf Yeronisos Ehrenbürger der Gemeinde Peyia auf Zypern.

## Veröffentlichungen (Auswahl)
- Votive Sculpture of Hellenistic Cyprus. New York, Nicosia 1988.
- Parthenon and Parthenoi. A Mythological Interpretation of the Parthenon Frieze. In: American Journal of Archaeology 100 (1996) 53-80.
- Portrait of a Priestess. Women and Ritual in Ancient Greece Princeton University Press, Princeton 2007. (Beispielkapitel)[4]
- The Parthenon Enigma. A new understanding of the West's most iconic building and the people who made it. Knopf, New York 2014, ISBN 978-0-307-47659-3; ISBN 978-0-307-59338-2.
- Narrative and Image in Attic Vase Painting: Ajax and Kassandra at the Trojan Palladion. In: Peter Holiday (Hrsg.): Narrative and Event in Ancient Art (Cambridge 1993) 88-129.
- Votive Offerings of Hellenistic Failaka: Evidence for Herakles Cult. In: L'Arabie Préislamique et son Environnement Historique et Culturel, Université des Sciences Humaine de Strasbourg (Leiden 1989) 145-158.
- Excavations on Geronisos (1990-1997): The First Report,II. In: Reports of the Department of Antiquities of Cyprus, 2002.
- Hellenistic and Byzantine Cisterns on Geronisos Island. In: Reports of the Department of Antiquities of Cyprus, 2002.
- Terracotta Oil Lamps from Geronisos and their Contexts. In: Reports of the Department of Antiquities of Cyprus, 2002.
- The Chalcolithic Occupation of Geronisos Island. In: Reports of the Department of Antiquities of Cyprus, 2004.
- Excavations on Geronisos Island: Second Report, the Central South Complex, In: Reports of the Department of Antiquities of Cyprus, 2005.
- Stamp-Seals from Geronisos and their Contexts. In: Reports of the Department of Antiquities of Cyprus, 2006.
- The Legacy of Classical Athens in Post 9/11 New York. In: The Future of New York: An International Perspective, ed. E. Posner, Properties: The Review of the Steven L. Newman Real Estate Institute (2006) 204-213.
- Hybridity and Identity on Late Ptolemaic Yeronisos. In: Actes du Colloque “Chypre à l’époque hellénistique et impériale: Recherches récentes et nouvelles découvertes,” Université Paris Ouest-Nanterre et Institut National d’Histoire de l’Art, Nanterre - Paris 25.–26. September 2009, hrsg. von A.-M. Guimier-Sorbets und D. Michaelidès, Centre d’Etudes Chypriotes Cahier 39 (2009) 69-88. (Hybridity and Identity on Late Ptolemaic Yeronisos)
- Twilight of the Ptolemies: Egyptian Presence on late Hellenistic Yeronisos. In: Egypt and Cyprus in Antiquity, Proceedings of the International Conference, Nicosia, April 3-6, 2003, D. Michaelides, V. Kassianidou, R.S. Merrilies (Hrsg.), Cyprus American Archaeological Research Institute and the University of Cyprus, Archaeological Research Unit (Oxford 2009) 194-209. (Twilight of the Ptolemies)
- Yeronisos: Twenty Years on Cleopatra’s Isle. In: Explorers Club Journal, Dezember 2010, 18-25.
- The Parthenon Enigma: A New Understanding of the West’s Most Iconic Building and the People Who Made It. 2014. ISBN 978-0307593382